# Бібліотека № 101 (Київ)
Бібліотека № 101 Шевченківського району м.Києва.

## Адреса
04116 м.Київ вул. Коперника, 27 
Пункт видачі бібліотеки 101 Старокиївська вулиця, 26

## Характеристика
Площа приміщення бібліотеки - 105 м², книжковий фонд - 12,0 тис. примірників. Щорічно обслуговує 1,5 тис. користувачів, кількість відвідувань за рік - 7,9 тис., книговидач - 30,0 тис. примірників.

## Історія бібліотеки
Бібліотеку засновано в 1969 році. 
До послуг читачів: 
- видання сучасної популярної літератури та класики;
- можливості користуватись єдиним фондом бібліотек району, фондами інших бібліотек міста Києва по МБА;
- поради професіоналів для тих, хто ні хвилини не сидить без діла: викрійки, аплікації, схеми плетення, поради дизайнерів; книги про будь-яке хобі.

Пункт видачі бібліотеки 101 засновано в 1948 році.
До послуг читачів: 
- проводяться вечори, на яких обговорюються нові видання, різноманітні літературні події;
- проводяться єкскурсії по Киеву;
- в бібліотеці є раритетні книжки.